# Miriam Nakamoto
Pour les articles homonymes, voir Nakamoto.
Miriam Herbie Nakamoto, née le 5 août 1976 aux États-Unis, est une pratiquante américaine de Muay-thaï et d'arts martiaux mixtes (MMA), chez les poids coqs.

## Carrière en Muay-Thaï
Miriam Nakamoto a commencé les combats professionnels de Muay-thaï en 2005. Elle est huit fois championne du monde dans ce sport. Elle a établi un "perfect" 16-0, score record à ce jour.

## Carrière en MMA

### Red Canvas
En 2012, Miriam Nakamoto fait une transition vers le MMA. Elle fait ses débuts en MMA le 15 septembre 2012 au Red Canvas Fight Promotions. Miriam Nakamoto remporte la victoire face à Elizabeth Phillips (en), en utilisant ses genoux dans le 2e round.

### Championnats Invicta Fighting
Miriam Nakamoto fait ses débuts aux Invicta Fighting Championships le 5 avril 2013, à l'Invicta FC 5: Penne vs Waterson. Elle bat par KO au premier round Jessamyn Duke, et reçoit le prix SFI: Knock out of the night. Même si le résultat était à l'origine une victoire par KO pour Nakamoto, il a été annulé un mois plus tard par le bureau de l'Athlétisme du Missouri en raison d'un coup de genou illégal.
Nakamoto retourne à l'Invicta FC pour l'événement suivant, Invicta FC 6: Coenen vs Cyborg. Elle fait face à la boxeuse professionnelle Duda Yankovich (en). Nakamoto remporte le combat par KO au premier round, en utilisant genoux et coups de poing. Elle reçoit de nouveau le prix SFI: Knock out of the night.
Nakamoto combat l'invaincue Lauren Murphy (en) pour l'ouverture de la ceinture du championnat Invicta FC en Poids coqs, à l'Invicta FC 7: Honchak vs Smith, le 7 décembre 2013. Nakamoto perd le combat au quatrième round, se blessant au genou.

## Télévision et cinéma
En 2005, Miriam Nakamoto a le premier rôle féminin dans le clip Tired of being sorry réalisé par Joaquin Phoenix pour le groupe de rock indépendant Ringside. En 2007, elle participe à l'émission de télé-réalité à succès Fight Girls, diffusée sur Oxygen Channel. Dans l'épisode 5, Nakamoto bat sa colocataire Jennifer Tate (en) sur décision commune après trois reprises.

## Championnats et distinctions

### Arts martiaux mixtes
- Championnats Invicta Fighting
  - Knockout of the night (Deux fois)

### Muay-Thaï
- Championnat Du Monde De Kickboxing
  - 2012 WCK Championne du Champion Super des poids Légers
- Conseil Mondial de Boxe Muay-thaï (World Boxing Council Muaythai)
  - 2010 WBC Championne du monde de Muay-thaï des poids Légers (Défense de deux titres)
- Conseil mondial de Muay-thaï (World Muaythai Council)
  - 2010 WMC Championne du monde des poids Légers
- Association de Boxe Thaï (Thai Boxing Association)
  - 2010 TBA Championne des poids légers
- Fédération mondiale de Muay-thaï professionnelle (World Professionnal Muaythai Federation)
  - 2007 WPMF Championne en poids mi-moyen
- Fédération internationale de Muaythai Amateur (International Federation of Muaythai Amateur) 
  - 2009 IFMA Médaille d'or des championnats du monde de Muay-thaï en poids mi-moyen
  - 2009 IFMA Meilleure boxeuse féminine de Muay-thaï des championnats du monde

### Boxe amateur
- San Francisco Golden Gloves
  - 2004 Championne